# Джага-Кушчу Джамісі
Джага-Кушчу Джамісі (крим. Cağa Quşçu Camisi) — мечеть в селі Джага-Кушчу (Охотникове) Євпаторійського району, Автономна Республіка Крим.

## Історія
Мечеть в Джага Кушчу була центром суспільного життя з перших років існування цього населеного пункту, і она була зруйнована радянською владою після депортації кримськотатарського народу 18 травня 1944 року.
22 жовтня 2012 року відбулося закладання фундаменту нової мечеті. Організацією будівництва займався «Альраїд» у сприянні з Духовним управлінням мусульман Криму та мусульманською громадою міста Саки. Проект мечеті розрахований на 250 сімей парафіян, що проживають у цьому та навколишніх селах.
На урочистій церемонії закладення фундаменту зібралося понад 200 людей. Розділити радість місцевої громади мусульман прийшли Депутат Верховної Ради Автономної Республіки Крим Валерій Гриневич, сільська голова Охотнікова Тетяна Поліщук, голова ревізійної комісії «Альраїд» Сейран Аріфов та голова кримського відділення «Альраїд» Мухаммад Таха.
Перший камінь заклав 78-річний Ріфат Абдулрахманов, що не приховував своєї радості: він дожив до того моменту, коли в його рідному селі, куди він повернувся з депортації, знову з'явилася мечеть.
Мечеть по сусідству з православною церквою будувалася за спонсорської підтримки. На будівництво потрібно близько 900 тис. грн.
У грудні 2013 року відбулося відкриття нової мечеті. Муфтій мусульман Криму хаджі Еміралі Аблаєв подарував імаму нової мечеті Амді Умерову п'ять екземплярів Корану і вдягнув на нього джуббе — верхній одяг імаму.